# Pietracorbara
Pietracorbara är en kommun i departementet Haute-Corse på ön Korsika i Frankrike. Kommunen ligger i kantonen Sagro-di-Santa-Giulia som tillhör arrondissementet Bastia. År 2022 hade Pietracorbara 656 invånare.

## Befolkningsutveckling
Antalet invånare i kommunen Pietracorbara
Referens:INSEE